# Esko Aho
Esko Aho (født 20. maj 1954 i Vetil, Finland) er en finsk politiker for Centerpartiet. Aho var i årene 1983 til 2003 medlem af Finlands rigsdag. I årene fra 1991 til 1995 var han statsminister i Finland. I 2000 opstillede han til valg som præsident, men tabte i anden valgrunde til Tarja Halonen.